# Málaga del Fresno
Málaga del Fresno ist eine zentralspanische Kleinstadt und eine Gemeinde mit 170 Einwohnern (Stand: 2024) in der Provinz Guadalajara in der Autonomen Gemeinschaft Kastilien-La Mancha. 

## Geografie
Málaga del Fresno befindet sich etwa 19 Kilometer nordnordwestlich von Guadalajara und etwa 55 Kilometer nordöstlich von Madrid in einer Höhe von ca. 780 m. 

## Bevölkerungsentwicklung
| Bevölkerung | Bevölkerung | Bevölkerung | Bevölkerung | Bevölkerung | Bevölkerung |
| 1970        | 1981        | 1991        | 2001        | 2011        | 2021        |
| ----------- | ----------- | ----------- | ----------- | ----------- | ----------- |
| 411         | 271         | 241         | 193         | 202         | 182         |

## Sehenswürdigkeiten
- Justus- und Pastor-Kirche (Iglesia de Los Santos Justo y Pastor)

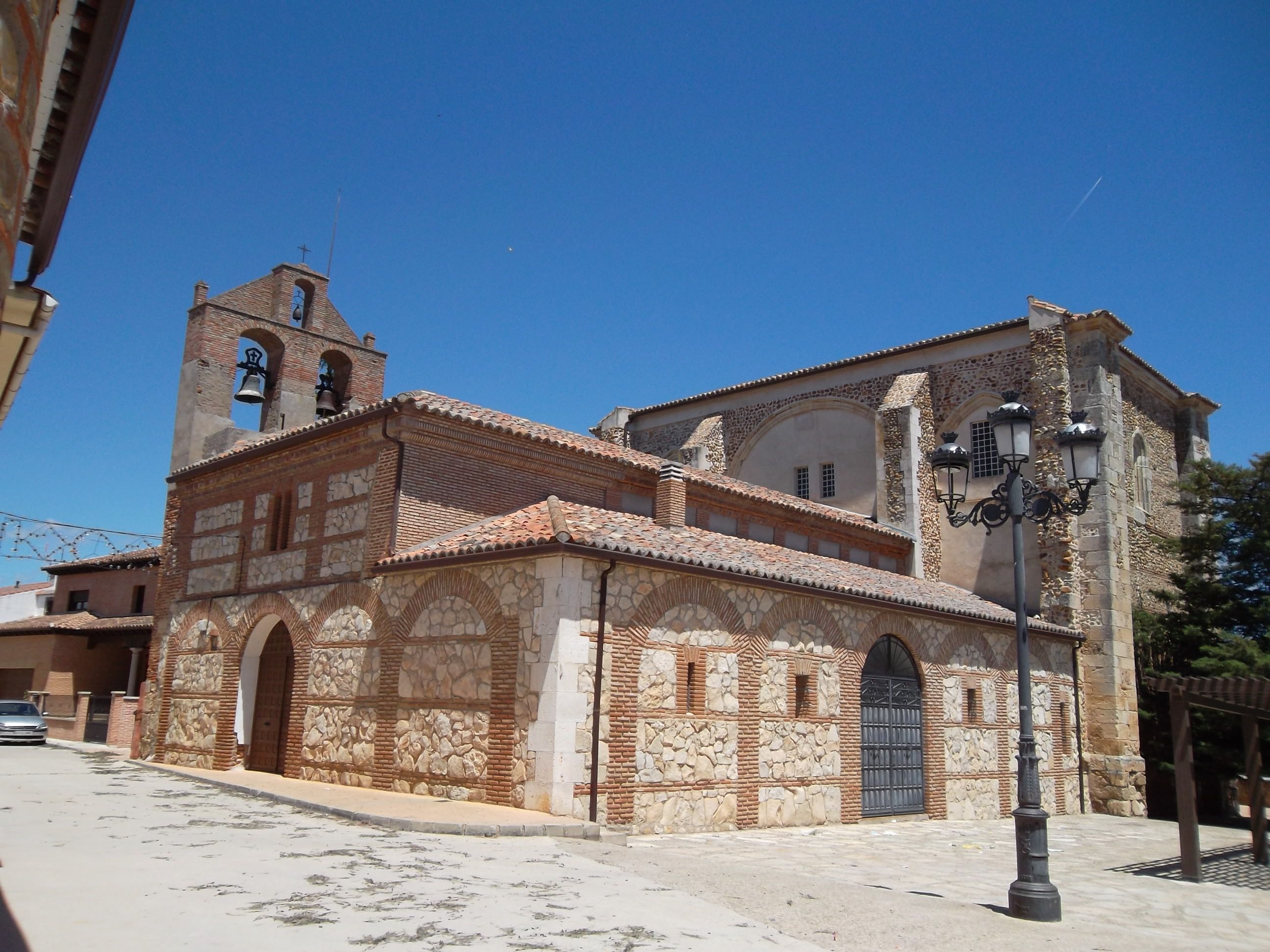
Justus-und-Pastor-Kirche

## Persönlichkeiten
- Francisco Aritmendi (1938–2020), Leichtathlet